# Lokomotiva 361
Lokomotiva řady 361 je dvousystémová lokomotiva vyráběná pro Železničnou spoločnosť Slovensko (ZSSK). Jde o komplexní rekonstrukci strojů řad 162 a 163 ZSSK společností ŽOS Vrútky a.s. V listopadu 2009 se začalo pracovat na prototypové rekonstrukci – 361.001. Jako základ pro rekonstrukci byl vybrán košický stroj 163.053, jehož elektrická část byla v průběhu roku 2009 zčásti použita při opravě požárem poškozené 362.006, ze které vznikl z hlediska výkonové i řídicí elektroniky určitý mezistupeň vývoje mezi řadami 362/363 a řadou 361.
Stroje si státní dopravce ZSSK objednal především za účelem zajištění provozu rychlíků na hlavní trati Bratislava – Žilina – Košice a pro doplnění parku vícesystémových lokomotiv na rychlosti vyšší než 120 km/h (dosud disponoval pouze řadami 362 a 350).

## Průběh rekonstrukce
Z původních lokomotiv řad 162 a 163 zůstává zachována jen skříň a upravené podvozky, včetně trakčních motorů a brzdových jednotek. Hlavní výhodou je kromě prodloužení životnosti rekonstrukce jednosystémového hnacího vozidla pro stejnosměrnou napájecí soustavu 3 kV na vozidlo dvousystémové, schopné provozu i na střídavé trakční soustavě 25 kV / 50 Hz. Dosazena je nová elektrická výzbroj včetně trakčního transformátoru, usměrňovače a dalších zařízení. Stanoviště strojvedoucího jsou repasována, osazena klimatizací a také hygienickým koutem. Řízení a regulaci výkonu nově zajišťuje elektronický řídicí systém s počítačem. U starší verze označené 361.0 byly provedeny úpravy vedoucí ke zvýšení maximální rychlosti na 140 km/h, po vyrobení pěti kusů jsou však další exempláře označeny řadou 361.1 a povolená rychlost vzrostla až na 160 km/h.[zdroj?]

## Provoz

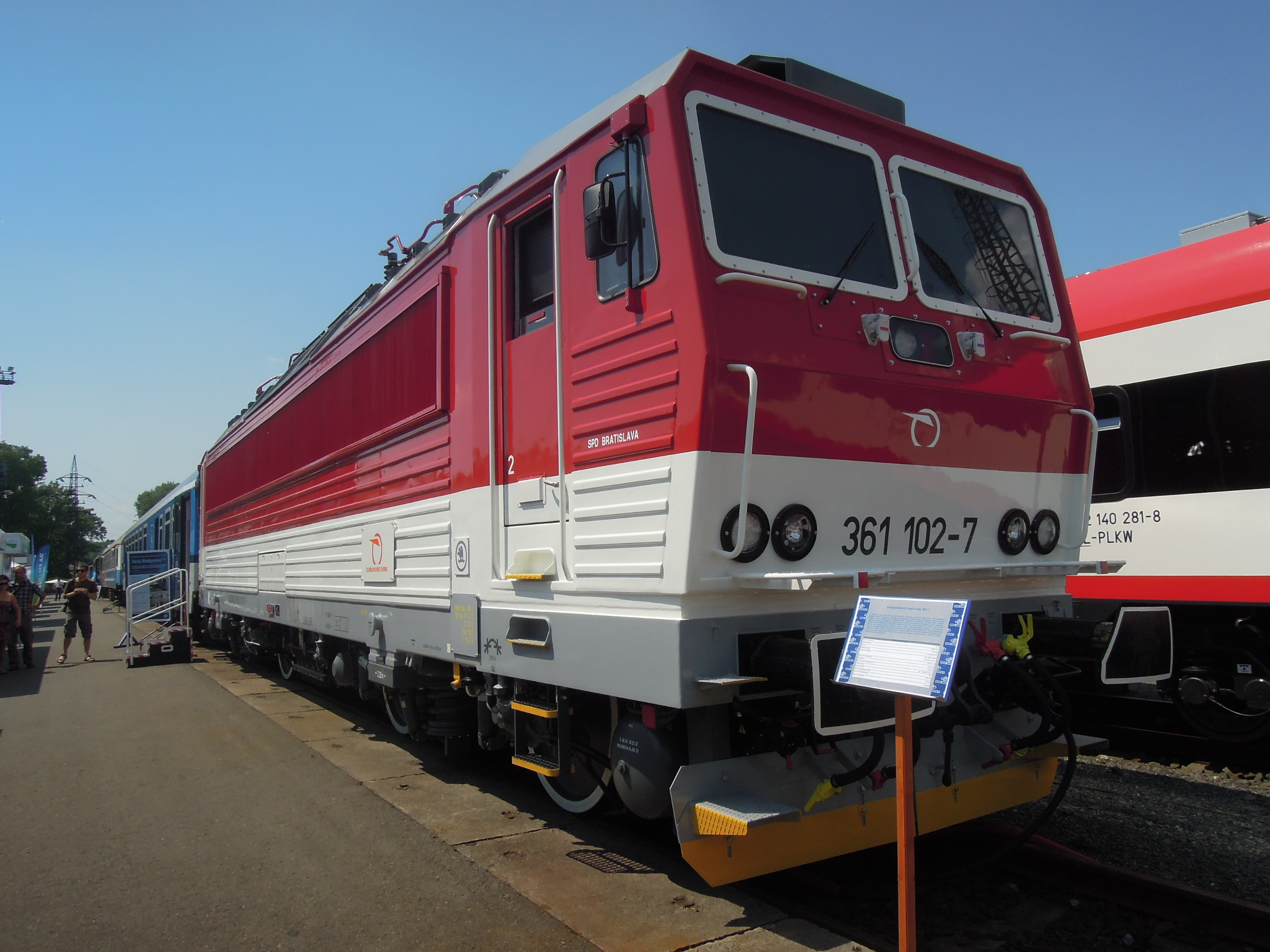
Lokomotiva 361 na veletrhu Czech Raildays

První lokomotiva 361.001 opustila výrobní závod koncem října 2011 a krátce nato absolvovala první zkušební jízdy v okolí Vrútek. Poté byly postupně dokončovány stroje čísel 002 až 004 a předávány ke zkouškám. Po sérii testů včetně záběhu na zkušebním okruhu v Cerhenicích byl stroj v květnu 2012 nasazen do ostrého provozu na rychlících mezi Bratislavou a Žilinou. V dubnu 2013 zahájil typové zkoušky v Cerhenicích i první stroj druhé přestavěné verze 361.1 na rychlost 160 km/h.
Od roku 2012 začaly být lokomotivy provozovány na rychlících mezi Bratislavou a Košicemi, vzhledem k vysoké poruchovosti ale byly často nahrazovány jinými stroji. Až po vyřešení mnoha závad se spolehlivost řady 361 dostala na přijatelnou úroveň a lokomotivy nasazeny i na další spoje. S přibývajícím počtem strojů byl oběh řady 361 rozšířen a stroje začaly dopravovat vlaky do Trebišova, Čadce a dalších lokalit.[zdroj?]
Počínaje rokem 2014 byl zahájen provoz řady 361 i v České republice, a to zejména na vlacích EuroCity z Prahy do Žiliny (přes Červenku, Valašské Meziříčí a Vsetín). Takto provoz probíhal i po větší část roku následujícího, poté ale byly lokomotivy z výkonu staženy a nahrazeny řadou 350 – část strojů byla totiž přestavěna za pomoci dodatečně udělených evropských dotací, proto jsou na určitou dobu smluvně vázány na provoz v regionální dopravě. Jsou tak využívány na osobních vlacích například na tratích do Čierné nad Tisou, Prešova, Popradu a jiných. Po krátké odmlce byl provoz řady 361 v Česku obnoven v březnu 2016.
Ke konci roku 2016 již bylo v provozu celkem 23 lokomotiv, provozovaných především na vlacích kategorie RR (Regionálny rýchlik) na hlavním tahu z Bratislavy do Košic a v regionální dopravě na výše zmíněných trasách.[zdroj?]
V dnešní době[kdy?] je můžeme také znovu potkat na dálkové lince Ex2 (Praha hl. n., Pardubice hl. n., Červenka, Olomouc hl. n., Valašské Meziříčí, Vsetín, Žilina) spolu s českou lokomotivou řady 362.[zdroj?]

## Seznam přestavěných lokomotiv

### 361.0
- E 499.3053 (163.053) = 361.001 (2011.07.18) Dodo
- E 499.3060 (163.060) = 361.002 (2012.04.30) Maroš
- 163.103 = 361.003 (2012.06.03) Janko
- 163.120 (162.025) = 361.004 (2012.08.17) Miloš - Roman - Somar
- E 499.3056 (163.056) = 361.005 (2012.11.16) Peter

### 361.1
- 163.102 = 361.101 (2013.06.09)
- 163.125 (162.009) = 361.102 (2013.09.01)
- E 499.3058 (163.058) = 361.103 (2013.10.29)
- E 499.3051 (163.051) = 361.104 (2014.02.08)
- E 499.3049 (163.049) = 361.105 (2014.04.30)
- E 499.3059 (163.059) = 361.106 (2014.07.24)
- E 499.3050 (163.050) = 361.107 (2014.08.20)
- E 499.3055 (163.055) = 361.108 (2014.08.27) Lenočka
- E 499.3052 (163.052) = 361.109 (2014.09.17) Rišo
- 163.117 (162.023) = 361.110 (2014.12.30) Jaroslav
- 163.122 (162.022) = 361.120 (2015.09.25)
- 163.118 (162.010) = 361.121 (2015.09.25)
- 163.123 (162.027) = 361.122 (2015.09.25)
- 163.116 (162.021) = 361.123 (2015.09.25)
- 163.115 (162.030) = 361.124 (2016.01.14)
- 163.119 (162.031) = 361.125 (2016.03.27)
- E 499.3054 (163.054) = 361.126 (2016.06.27)
- 163.124 (162.026) = 361.127 (2016.08.03)
- E 499.3057 (163.057) = 361.128 (2016.09.15)
- 163.121 (162.032) = 361.129 (přelom 2016 a 17)
- 163.112 (162.029) = 361.130 (2017)